# Olga kijevi fejedelemasszony
Olga vagy Szent Olga (oroszul: Ольга, óészaki nyelven Helga kb. 890 – Kijev, 969. július 11.) a Kijevi Rusz fejedelemasszonya, I. Igor özvegye, aki kiskorú fia, Szvjatoszláv nevében uralkodott és még országa megkeresztelése előtt felvette a kereszténységet. Az ortodox egyház első orosz szentjeként kanonizálták.

## Származása
Olga pontos születése ideje nem derül ki a krónikákból, bár a 16. századi Sztyepennaja knyiga (Fokozatok könyve) szerint 80 éves korában halt meg, így 890 körül születhetett. A Nyesztor-krónika szerint Pszkovból (Pleszkovból), szentté avatási legendája alapján a Pszkov melletti Vibuti faluból, varég nemzetségből származott. A vitatott megbízhatóságú Joachim-krónika azt állítja, hogy izborszki és szláv származású volt; eredetileg Prekraszának hívták, és Oleg fejedelem nevezte el Helgának amikor kiválasztotta őt Igor számára. Bolgár történészek szerint a krónikabeli Pleszkov Pliszkának, a korabeli bolgár állam fővárosának olvasandó, így Olga bolgár lett volna.

## Házassága
Igor Rurikovics 903-ban vette feleségül Olgát, amikor az 12-14 év körül lehetett. A következő 40 évben a krónikák nem említik Olgát. Egyetlen gyermekük, Szvjatoszláv 942-ben született, amikor Olga már ötven körül volt.
945-ben Igort megölték a drevljánok, amikor a szokásosnál nagyobb adót akart behajtani rajtuk. A törvényes örökös még csak 3 éves volt, így a fejedelmi kíséret Olgát fogadta el régensnek, amíg Szvjatoszláv nagykorúvá nem válik.  

## Olga bosszúja

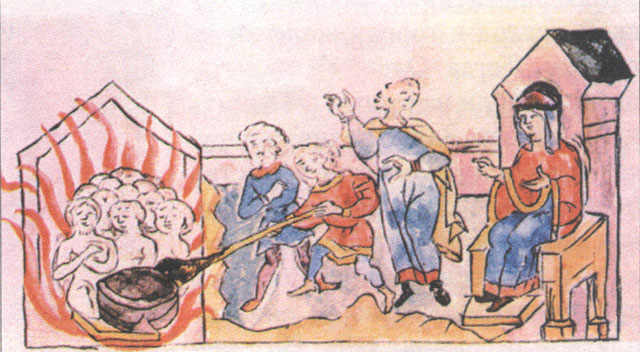
Olga második bosszúja

A krónika szerint Olga négyszeresen büntette meg férje gyilkosait. 
- A fejedelem megölése után a drevljánok követeket küldtek hozzá és felajánlották, hogy menjen férjhez vezérükhöz, Malhoz. Az özvegy a követeket és csónakjaikat nagy gödrökbe dobatta és élve eltemették őket.
- Ezután üzenetet küldött a drevljánokhoz, hogy elfogadja az ajánlatot, de legjobb embereiket küldjék hozzá követségbe. Amikor az új követek megérkeztek, fürdőházba vezették őket, amit aztán rájuk gyújtottak.
- Olga egy kisebb sereggel a drevljánok földjére ment és meghívta őket férje halotti torára. Amikor a drevljánok lerészegedtek, katonáival mintegy 5000-et lemészároltatott közülük.
- 946-ban nagyobb sereggel indított nyílt hadjáratot. Nyikon szerint fővárosukat, Iszkorosztenyt először sikertelenül ostromolta, ezért hadisarcként minden házból három galambot és három verebet kért, amit a drevljánok örömmel teljesítettek. Ezután Olga katonái kénnel átitatott szalagokat kötöttek a madarak lábára, amit meggyújtottak. Amikor a madarak hazaszálltak, felgyújtották az egész várost. A menekülő lakosokat a kijevi katonák elfogták, egy részüket megölték vagy rabszolgaságba vetették, a többiekkel súlyos hadisarcot fizettettek.

## Uralkodása
Olga adó- és adminisztrációs reformokat vezetett be, a Kijevi Rusz uralma alatti területeket kerületekre (pogosztokra) osztotta, amelyekre a fejedelem képviselője, a tuin felügyelt. Az ő idejében kezdődött el Ruszban a kőből való építkezés, az első kőépítmények a kijevi palota és egy torony voltak.
Az őskrónika szerint 955-ben konstantinápolyi útja során megkeresztelkedett, maga a császár, Bíborbanszületett Konstantin volt a keresztapja. Új vallásában a Jelena (a bizánci császárné, Heléné Lekapéna után) nevet kapta. Miután visszatért Kijevbe, fiát is megpróbálta megtéríteni, de az "hallani sem akart róla, de ha valaki meg akart keresztelkedni, nem tiltotta meg, csak kinevette". Szvjatoszláv amiatt is aggódott, hogy anyja elveszítheti a fejedelmi kíséret (druzsina) támogatását, ugyanis a nép és a kíséret döntő többsége továbbra is pogány maradt.
957-ben újból Konstantinápolyba utazott, fogadtatását Konstantin császár is leírta Szertartások című művében. A császár Olgát Rusz vezetőjének (archóntissza) mondja, aki fia nevében uralkodik. A látogatás nem hozhatta meg a várt eredményt mert az őskrónika nem sokkal később a fejedelemasszony és a bizánci követ hűvös viszonyáról ír. A bizánci források csak erről az útjáról adnak hírt, lehetséges, hogy valójában ekkor kezdte el követni a keresztény vallást.
959-ben követeket küldött I. Ottó német-római császárhoz, püspököt és papokat kérve népe megkereszteléséhez.
962-ben átadta a trónt Szvjatoszlávnak, ám annak gyakori hadjáratai idején Olga kormányozta helyette Kijevet. Amikor a besenyők 968-ban Ruszra támadtak, Olgát és unokáit beszorították és ostrom alá fogták Kijevben, de Szvjatoszláv visszafordult Bulgáriából és felmentette a várost.
Olga 969. július 11-én halt meg. Keresztény rítus szerint, földbe temették. Unokája, I. Vlagyimir 1007-ben a maradványait átvitette az általa alapított kijevi Szent Istenanya-templomba. Hivatalos szentté avatása a 13. században történt meg, 1547-ben pedig "az apostolokkal egyenrangúnak" (iszapósztolosz) nyilvánították. Emléknapja a pravoszláv naptár szerint július 11-én, a Gergely-naptár alapján július 24-én van.

## Fordítás
- Ez a szócikk részben vagy egészben  a(z)   Ольга (княгиня Киевская) című orosz Wikipédia-szócikk ezen változatának fordításán alapul.  Az eredeti cikk szerkesztőit annak laptörténete sorolja fel. Ez a jelzés csupán a megfogalmazás eredetét és a szerzői jogokat jelzi, nem szolgál a cikkben szereplő információk forrásmegjelöléseként.

| Előző uralkodó: I. Igor | Kijevi nagyfejedelem 945 – 962 | Következő uralkodó: I. Szvjatoszláv |